# 小庄子镇
小庄子镇，是中华人民共和国辽宁省葫芦岛市绥中县下辖的一个乡镇级行政单位。

## 行政区划
小庄子镇下辖以下地区：
石官村、大李金屯村、小李村、马家洼村、盐锅村、大渔场村、宝仓村、叶大村、海泉村、永安村、小庄子村、凌家村、孤家子村、打雀庄子村、张安村和二河口村。